# Wheein
Jung Whee-in (hangul: 정휘인), mer känd under artistnamnet Wheein (hangul: 휘인), född 17 april 1995 i Jeonju, är en sydkoreansk sångerska.
Hon har varit medlem i den sydkoreanska tjejgruppen Mamamoo sedan gruppen debuterade 2014.

## Diskografi

### Singlar
| År        | Titel                                  | Topplacering          |
| År        | Titel                                  | Sydkorea (Gaon Chart) |
| Samarbete | Samarbete                              | Samarbete             |
| --------- | -------------------------------------- | --------------------- |
| 2016      | "Narcissus" (med M&D)                  | 140                   |
| 2016      | "Angel" (med Solar)                    | 26                    |
| Medverkan |                                        |                       |
| 2014      | "Under Age's Song" (av Phantom)        | —                     |
| 2014      | "The Sunlight Hurts" (av Standing Egg) | 61                    |
| 2015      | "Domino" (av CNBLUE)                   | —                     |
| 2015      | "Please Just Go" (av Louie)            | 25                    |
| 2016      | "Ex Girl" (av Monsta X)                | 118                   |
| 2016      | "Hey!" (av Sandeul)                    | —                     |
| 2017      | "Anymore" (av Jung Key)                | 1                     |